# Mathilde von Marlow
Mathilde von Marlow   (Zagreb, 1828 - 22 de setembre de 1888) va ser una cantant d'òpera austríaca.
Marlow, el nom del qual és un anagrama o una simple reversió del seu nom original Wolfram (sense la f), era filla de l'oficial de guerra judicial J. v. Wolfram, que va ser traslladat a Viena amb la seva família quan tot just tenien dos anys, on va morir poc després.
El talent de la noia es va fer sentir ben aviat. Quan tenia deu anys, la va enviar la seva mare al conservatori, després del qual Giovanni Gentiluomo es va fer càrrec de la seva formació posterior. Als 15 anys ja va intentar fer papers més petits a l'Òpera de la cort de Viena, després a Brno, Pressburg i Ödenburg.
Els èxits van ser tals que la mare va decidir anar amb ella a Itàlia per continuar la formació. A Florència va prendre classes de Felice Romani. Durant un any. Tot i diverses bones ofertes, va tornar a Viena i va ser immediatament contractada per Alois Pokorny.
Des d'allà va anar al teatre Grand Ducal Court de Darmstadt, on va ser l'amor de la cort i del públic durant cinc anys. A Darmstadt es va casar amb el ric home Homlatsch, que, com ella, era austríac i que ja havia conegut a Viena.
De Darmstadt va anar a Hamburg, on només va estar un any i després va anar al teatre de la cort reial de Stuttgart. Al cap d'un any, va rebre una oferta del "Hofoper Vienna", però al mateix temps a Stuttgart, del director artístic, va sol·licitar un compromís per a tota la vida amb drets de pensió considerables. Però com que faltava l'aprovació reial per a aquesta última sol·licitud, va acceptar l'oferta avantatjosa, instada des de Viena, però al mateix temps va acordar una sanció contractual de 6.000 florins si rescindia el contracte amb antelació.
Però després d'enviar-se l'enviament telegràfic amb l'acceptació de les sol·licituds vieneses, va rebre l'aprovació reial per la seva oferta de Stuttgart. La desagradable situació de l'artista que s'havia produït, ara es va resoldre mitjançant la mediació del rei, que va permetre la cantant anar de moment a Viena, per cantar-hi una temporada, però només com a convidada, amb la qual cosa es va unir al seu compromís amb Stuttgart, com a membre de tota la vida de l'Hofbühne va tornar a Viena.
Allà, la seva activitat artística es va veure interrompuda sobtadament per una malaltia al peu, que li va impedir entrar durant més d'un any a l'escenari. Quan es va recuperar, va començar de nou la seva activitat i la seva reaparició va ser com una autèntica festa.
El 1882 va acabar la seva carrera teatral i va morir el 1888.

## Família
L'11 de novembre de 1844 es va casar amb el propietari de la terra i el propietari de la mina Anton von Homolatsch de Brno.